# Zaburzenia seksualne
Zaburzenia na tle seksualnym – stany patologiczne związane z seksualnością człowieka. 
Społeczne postrzeganie normy i patologii w sferze seksualnej jest odmienne dla każdego obszaru kulturowego, zmienia się także z biegiem czasu. Prowadzone są prace nad stworzeniem jednolitego i adekwatnego dla wszystkich kultur opisu seksualnych problemów zdrowotnych.

## Klasyfikacja

### Warstwy życia erotycznego
Efektem badań psychologów, psychiatrów i innych specjalistów w zakresie zdrowia psychicznego jest stworzenie uznawanej na całym świecie klasyfikacji DSM-IV, której część dotycząca zaburzeń seksualnych bazuje na koncepcji pięcioelementowego podziału życia erotycznego:
- tożsamość płciowa – uznawanie siebie za kobietę, mężczyznę lub osobę androgyniczną. Zaburzenie występuje w momencie, gdy odczuwa się rozbieżność między poczuciem przynależności do danej płci a płcią fizyczną (transseksualizm). Rozwiązanie tego problemu zdrowotnego polega na doprowadzeniu do zgodności między płcią psychiczną i fizyczną poprzez przystąpienie do procesu tranzycji płciowej lub korekty płci). Nie jest natomiast patologią postrzeganie siebie jako osobę androgyniczną lub niezróżnicowaną bez względu na posiadaną płeć fizyczną (gonadalną).
- orientacja psychoseksualna – druga warstwa życia erotycznego określająca czy zainteresowanie jest kierowane na kobiety, mężczyzn, obie płci lub żadną z nich. W tej warstwie patologie nie występują - wszystkie rodzaje orientacji seksualnej są według współczesnych norm medycznych równorzędne.
- preferencje seksualne – trzecia warstwa określa jakie obiekty wywołują największą stymulację seksualną lub na jakich ludzie skupiają się czynnościach seksualnych. Stany patologiczne w obrębie tej warstwy, zwane parafiliami (dawniej "dewiacjami" lub "zboczeniami") dotyczą takich sytuacji, które uniemożliwiają choremu satysfakcjonujący związek z drugą osobą.
- rola płciowa – społeczna ekspresja tożsamości seksualnej, wykazująca ogromną zmienność w różnych kulturach i społecznościach. W obrębie tej warstwy także nie występują według współczesnych norm medycznych żadne patologie.
- realizacja seksualna – ostatnia warstwa dotyczy stopnia adekwatności reakcji seksualnych. Zaburzenia w obrębie tej warstwy (np. przedwczesny wytrysk) nazywamy dysfunkcjami seksualnymi.

### Podział DSM-IV
Według DSM-IV tylko w obrębie trzech warstw życia erotycznego można mówić o patologii. W związku z tym w DSM-IV wyróżnione są trzy kategorie zaburzeń na tle seksualnym:
- zaburzenie tożsamości płciowej – odczuwanie niezgodności między płcią mentalną a fizyczną. Dawniej próbowano leczyć ten stan poprzez zmianę tożsamości na zgodną z płcią fizyczną. Obecnie za najlepsze rozwiązanie dla osób transpłciowych uznawane jest przystąpienie do wieloaspektowego procesu tranzycji, którego częścią mogą być operacje korekty płci (metoda "zmiany tożsamości" uważana jest za prawie bezużyteczną).
- zaburzenia preferencji seksualnych – stany, w których preferowane przez chorego obiekty, sytuacje lub praktyki uniemożliwiają utrzymanie mu stabilnego i satysfakcjonującego związku z drugą osobą.
- dysfunkcje seksualne – zaburzenia związane z fizjologią reakcji seksualnych.

### Podział DSM-V
DSM-5 (Diagnostic and Statistical Manual of Mental Disorders, Fifth Edition) oraz ICD-11 (International Classification of Diseases, Eleventh Edition) obejmują kategorie dotyczące zaburzeń seksualnych, dostarczając kryteriów diagnostycznych dla różnych dysfunkcji i zaburzeń w obszarze zdrowia seksualnego. Poniżej znajdziesz krótkie omówienie tego, co oba systemy mówią na temat zaburzeń seksualnych:
DSM-5:  zawiera sekcję dotyczącą zaburzeń seksualnych. W tej sekcji znajdziesz takie diagnozy, jak:
1. Dysfunkcje seksualne: Obejmują różne zaburzenia, takie jak zaburzenia erekcji, zaburzenia orgazmu, dyspareunia (bolesny stosunek płciowy) i inne.
2. Parafilie: Obejmują nietypowe zachowania seksualne, takie jak pedofilia, ekshibicjonizm, fetysze i inne. Wymienione są tu również kategorie dotyczące preferencji seksualnych.
3. Zaburzenia płciowe i tożsamości płciowej: Obejmują dysforię płciową u dorosłych i dzieci, a także inne zaburzenia związane z tożsamością płciową.

ICD-11:  również zawiera sekcję poświęconą zaburzeniom seksualnym. W tym systemie znajdują się kategorie takie jak:
1. Zaburzenia funkcji seksualnych: Obejmują dysfunkcje erekcji, orgazmu, a także bolesne stosunki płciowe.
2. Parafilie: Podobnie jak w DSM-5, ICD-11 zawiera kategorie dotyczące nietypowych zachowań seksualnych.
3. Zaburzenia rozwoju psychoseksualnego: W tej kategorii znajdują się takie diagnozy jak dysforia płciowa u dorosłych i dzieci.

Obydwa systemy są używane w praktyce klinicznej i badawczej, choć ich zastosowanie może się różnić w zależności od regionu i specjalizacji. Ostatnie wydania DSM-5 i ICD-11 obejmują aktualizacje i zmiany w porównaniu z ich poprzednimi wersjami, a ich treść stanowi rezultat współpracy ekspertów z całego świata.

## Epidemiologia
Epidemiologia zaburzeń seksualnych sięga nierzadko 30% populacji niezależnie od płci. Z badań epidemiologicznych wynika, że nawet 43% kobiet i 46% mężczyzn spełnia kryteria diagnostyczne zaburzeń seksualnych. Z tej populacji 18% uważa, że ma problemy seksualne, a 40% przyjmie oferowaną pomoc w rozwiązaniu tych problemów.
Statystyki dotyczące kobiet:
- 25% ujawnia zmniejszone zainteresowanie życiem seksualnym i zaburzenia pożądania;
- 17% ma trudności z osiąganiem orgazmu;
- 13% odczuwa ból podczas kontaktów seksualnych (dyspareunia);
- 8% nie osiąga orgazmu;
- 2% nie jest zdolna do stosunku pochwowego z powodu pochwicy.

Dane dotyczące mężczyzn: 
- 37% ma przedwczesny wytrysk;
- 8% ma zaburzenia erekcji;
- 7% cierpi na zaburzenia pożądania;
- 4% boryka się z brakiem orgazmu[1].

## Etiologia
Zaburzenia na tle seksualnym mogą mieć trojakie źródło pochodzenia: 
- czynniki biologiczne
  - choroby: cukrzyca, choroba niedokrwienna serca, udar mózgu, stwardnienie rozsiane, nadciśnienie tętnicze;
  - uzależnienia:
    - od papierosów (połowa palących cierpi na zaburzenia erekcji);
    - od narkotyków (ok. 50% osób uzależnionych od heroiny cierpi na zaburzenia wytrysku, u ok. 60% uzależnionych występuje zmniejszony popęd płciowy);
    - od alkoholu (u ok. 60% mężczyzn i 50% kobiet wywołuje on różne zaburzenia seksualne);
- czynniki psychiczne
  - czynniki rozwojowe: nieudane i konfliktowe małżeństwo rodziców, brak akceptacji płci dziecka, wykorzystanie seksualne w dzieciństwie;
  - czynniki osobowościowe: niedojrzałość uczuciowa, kompleksy, lęki w relacjach z innymi ludźmi, zaburzenia identyfikacji z płcią;
  - czynniki partnerskie: walka o dominację, brak akceptacji ze strony partnera;
- czynniki społeczno-kulturowe
  - mity i stereotypy pokazujące seksualność i role seksualne;
  - obraz seksualności, przyjemności seksualnej, orgazmu kreowany w środkach masowego przekazu;
  - ograniczenia seksualne związane z rygoryzmem religijnym[2].

Do przyczyn zaburzeń seksualnych zalicza się także (ale w mniejszym stopniu) choroby psychiczne, głównie schizofrenię, depresję, manie i zaburzenia osobowości.

## Główne typy

### Hipolibidemia
Popularnie zwana oziębłością seksualną, tj. brakiem lub utratą potrzeb seksualnych. Dysfunkcja ta dotyczy fazy podniecenia oraz pożądania. Częściej spotykana u kobiet, ale dotyka też i mężczyzn. Charakteryzuje się brakiem lub ograniczeniem potrzeby seksualnej, spadkiem zainteresowania tematami seksualnymi czy zubożeniem fantazji erotycznych. U podstaw wystąpienia hipolibidemii mogą leżeć różne przyczyny, m.in.: choroby psychiczne, naczyniowe i metaboliczne, zmęczenie, zaburzone relacje partnerskie, zaburzenia hormonalne, przesyt seksem lub znudzenie jego monotonią. W leczeniu oziębłości seksualnej sięga się po metody biologiczne, czyli farmaceutyki, które mają rozbudzić uśpione libido. Mogą to być hormony, leki pobudzające popęd, a także afrodyzjaki. Leczenie hormonalne – w zależności od płci fizycznej – polega na suplementacji estrogenów u kobiet i testosteronu u mężczyzn. Obok tego zaleca się partnerom udział w terapii seksuologicznej służącej nauce komunikowania się w sprawach seksualnych. Jeśli przyczyną zaburzenia jest podłoże somatyczne – należy włączyć odpowiednie leczenie w celu wyeliminowania czynnika patogennego.

### Zaburzenia erekcji
Zaburzenia erekcji (zwane też impotencją) są trwałym, czasowym lub nawracającym stanem, który uniemożliwia osiągnięcie wystarczającego do odbycia satysfakcjonującego stosunku seksualnego wzwodu lub jego utrzymania. Zaburzenia erekcji mogą wystąpić na trzech poziomach nasilenia: 
- dysfunkcja w stopniu łagodnym;
- dysfunkcja w stopniu umiarkowanym (najczęściej występująca);
- dysfunkcja w stopniu ciężkim (całkowity brak erekcji).

Ponieważ erekcja jest następstwem ściśle określonej sekwencji zdarzeń o charakterze fizyko-chemicznym, istnieje prawdopodobieństwo wystąpienia zakłóceń na którymś etapie procesu. Sekwencja zdarzeń niezbędna do zaistnienia prawidłowej erekcji obejmuje m.in. impulsy nerwowe powstające w mózgu, kręgosłupie, oraz w okolicach penisa. W następstwie tych bodźców dochodzi do reakcji mięśni, żył i tętnic zlokalizowanych w sąsiedztwie ciał jamistych. Przyczynami zaburzeń erekcji mogą więc być:
- uszkodzenia połączeń nerwowych, mięśni gładkich naczyń lub tkanek włóknistych;
- choroby ogólnoustrojowe: cukrzyca, choroby układu krążenia, choroby nerek, stwardnienie rozsiane, miażdżyca, choroby o podłożu neurologicznym;
- styl życia: palenie tytoniu, picie alkoholu, nadwaga, brak aktywności fizycznej (podnoszą ryzyko wystąpienia dysfunkcji);
- zabiegi i operacje chirurgiczne skutkujące uszkodzeniem nerwów i tętnic wokół prącia;
- mechaniczne uszkodzenia penisa, rdzenia kręgowego, pęcherza moczowego i miednicy;
- skutki uboczne leczenia (np. leki obniżające ciśnienie, antydepresanty, środki uspokajające, środki na obniżenie apetytu);
- czynniki psychologiczne: stres, lęk zadaniowy, poczucie winy, depresja, niska samoocena[4].

W leczeniu zaburzeń erekcji stosuje się leki podawane w formie wstrzyknięć do ciał jamistych prącia, angonistów receptorów opaminergicznych i serotoninergicznych, leki androgeniczne, a przede wszystkim inhibitory fosfodiestazy typu 5 jak typu awanafil. Jest to wysoce selektywny, wybiórczy i odwracalny inhibitor PDE5, co znacznie podnosi poziom bezpieczeństwa preparatu. Substancja działa szybko – po 15-20 minutach od aplikacji leku możliwe jest osiągnięcie 60% sztywności penisa, a działanie leku utrzymuje się do 3h. Podanie preparatu jest możliwe na 30 minut przed planowanym stosunkiem. Wskutek jego aktywności w organizmie mężczyzny czynności PDE5 (substancji rozkładającej cykliczny monofosforan guanozyny – cGMP) zostaną zablokowane, co przełoży się na zmniejszenie nasilenia hydrolizy cGMP i osiągnięcie erekcji wskutek działania tej substancji.

### Zaburzenia orgazmu
Zaburzenie może przyjmować różne postaci:
- orgazm nigdy nie wystąpił;
- orgazm był przeżywany, a obecnie nie;
- nastanie orgazmu znacznie się opóźnia.

Zaburzenie bywa związane z partnerem lub z typem pobudzenia. Najczęstszymi przyczynami są zaburzone relacje partnerskie, lęki, uwarunkowania masturbacyjne, stany zapalne i choroby prostaty. Dysfunkcja może wystąpić z różną siłą natężenia od łagodnej przez umiarkowaną (najczęściej występującą) po ciężką, którą stanowi całkowity brak erekcji i anorgazmia. Leczenie zaburzeń orgazmu dostosowuje się do wyników badań diagnostycznych, osobowości pacjenta lub pacjentki, relacji partnerskich i czynników kulturowych. Stosuje się metody farmakologiczne, psychoterapię i metody treningowe.

### Anorgazmia
Anorgazmia u mężczyzn i kobiet to niemożność osiągnięcia orgazmu mimo prawidłowego libido – odczuwania pociągu seksualnego i podniecenia. W tym przypadku orgazm jest znacznie opóźniony lub wręcz wcale nie występuje. Brak orgazmu to przypadłość, która częściej dotyka kobiety. Przyczyną tego mogą być zaburzenia hormonalne, depresja, lęki i uprzedzenia związane ze współżyciem, zaburzone relacje partnerskie czy zmiany poporodowe (np. osłabioną kurczliwością mięśnia Kegla). W przypadku mężczyzn powodami anorgazmii mogą być: uszkodzenie kręgosłupa czy rdzenia kręgowego, w którym znajduje się ośrodek erekcji, spadek poziomu testosteronu, wady anatomiczne narządów płciowych i zabiegi operacyjne tych okolic. Fizyczne przyczyny zaburzenia leczone są ginekologicznie lub hormonalnie. W przypadkach o podłożu psychologicznym zalecana jest terapia relacji partnerskich. W odkryciu własnych sfer erogennych pomocna bywa też masturbacja, a we wzmocnieniu mięśni Kegla – ćwiczenia Kegla polegające na naprzemiennym ich napinaniu i rozluźnianiu.

### Przedwczesny wytrysk
Przedwczesny wytrysk (PW) to zaburzenie polegające na zbyt szybkim dopełnieniu dwóch ostatnich faz odpowiedzi seksualnej  - pobudzenie i orgazm (wytrysk). W przypadku tej dysfunkcji czas wewnątrzpochwowego opóźnienia wytrysku IELT (ang.  intravaginal ejaculatory latency time) wynosi:
- 5,4 s między początkiem penetracji a ejakulacją – stopień ciężki;
- 15 s – stopień umiarkowany dolegliwości;
- 1-2 min – stopień łagodny.

Zaburzenie rozpoznaje się, gdy wytrysk występuje wbrew woli mężczyzny i wcześniej niż tego chce. Przy tym aktywność seksualna jest regularna, a mężczyzna ma stałego partnera. Do przyczyn zaburzenia zalicza się: stany zapalne, zaburzone relacje partnerskie, cukrzycę, uwarunkowania masturbacyjne, lęki, nadwrażliwość żołędzia członka na tle neuronalnym. W leczeniu PW stosuje się środki doustne (głównie SSRI, jak dapoksetyna) oraz kremy, żele czy spreje do użytku zewnętrznego zawierające preparaty znieczulające typu lidokaina czy prilokaina. Obok tego stosowane są również techniki behawioralne (technika „start-stop”, technika oddechowa), a także masturbacja przed właściwym stosunkiem.

### Pochwica
To zaburzenie polegające na skurczu mięśni otaczających pochwę – niezależnego od woli, spontanicznego i skutkującego uniemożliwiającym współżycie zamknięciu wejścia do pochwy. Pochwica jest przykładem współdziałania czynników somatycznych (pęknięcia i owrzodzenia w narządach płciowych, nadwrażliwość nerwowa, a pośrednio i mięśniowa) oraz psychicznych (zaburzone relacje partnerskie, osobowość niedojrzała, lęki, urazy seksualne) leżących u jej źródeł. Terapia zaburzenia polega na przebiegającym równolegle leczeniu ginekologicznym i psychologicznym.

### Dyspareunia
Jedno z najczęstszych zaburzeń u kobiet – obejmuje 20% ich populacji. Polega na odczuwaniu bólu w trakcie stosunku seksualnego. Powody zaburzenia mogą być różne i przekładać się na odmienne typy dyspareunii:
- podefloracyjna (będąca następstwem kontynuowania współżycia po defloracji – przerwaniu błony dziewiczej, co utrudnia gojenie się ranki i może nasilać ból);
- infekcyjna (infekcje narządów płciowych męskich czy żeńskich);
- poporodowa (konsekwencje cesarskiego cięcia, nacięcia krocza);
- menopauzalna (związana z nią suchość pochwy czy zmiany hormonalne);
- psychogenna (zakodowanie się bolesności stosunku seksualnego, zbyt słaby poziom podniecenia, lęki, tendencje masochistyczne, zaburzone relacje partnerskie);
- antykoncepcyjna (skutek stosowania środków hormonalnych).

Leczenie dysfunkcji jest zależne od jej przyczyny i może ograniczać się do podania odpowiednich leków hormonalnych, leków zwalczających infekcję, pomocy psychologicznej czy środków nawilżających pochwę.

### Nimfomania
To uzależnienie od seksu i nastawienie na realizację popędu płciowego. Dysfunkcja polega na częstym i kompulsywnym odbywaniu stosunków seksualnych. Przyczyną nimfomanii mogą być:  
- zaburzenia i trudności emocjonalne;
- lęk przed zaangażowaniem emocjonalnym;
- niskie poczucie własnej wartości;
- molestowanie lub wykorzystanie seksualne.

Terapia zaburzenia opiera się na leczeniu psychologicznym (terapia psychodynamiczna) i farmakologicznym (leki antyandrogenowe, neuroleptyki, SSRI).
Do zaburzeń seksualnych zalicza się także fetyszyzm, ekshibicjonizm, sadomasochizm i BDSM będący mieszanką wyżej wymienionych dysfunkcji życia seksualnego.